# Ragnar Oratmangoen
Ragnar Oratmangoen (Oss, 21 gennaio 1998) è un calciatore indonesiano con cittadinanza olandese, attaccante del Dender e della nazionale indonesiana.

## Caratteristiche tecniche
È un centravanti.

## Carriera

### Club
Prodotto del settore giovanile del N.E.C., nel gennaio 2018 viene prestato all'TOP Oss con cui debutta fra i professionisti il 12 gennaio in occasione dell'incontro di Eerste Divisie perso 3-1 contro il Volendam. Al termine della stagione il prestito viene rinnovato, con il giocatore che si conferma titolare aiutando il club a raggiungere i play-off promozione.
Nel 2019 si trasferisce al Cambuur dove resta per due stagioni raggiungendo la promozione in Eredivisie nel 2021; successivamente viene acquistato dal Go Ahead Eagles, anch'esso promosso nella massima divisione olandese

### Nazionale
Nel 2024 ha esordito nella nazionale indonesiana.

## Statistiche
Statistiche aggiornate al 6 settembre 2021.
| Stagione        | Squadra         | Campionato      | Campionato | Campionato | Coppe nazionali | Coppe nazionali | Coppe nazionali | Coppe continentali | Coppe continentali | Coppe continentali | Altre coppe | Altre coppe | Altre coppe | Totale | Totale |
| Stagione        | Squadra         | Comp            | Pres       | Reti       | Comp            | Pres            | Reti            | Comp               | Pres               | Reti               | Comp        | Pres        | Reti        | Pres   | Reti   |
| --------------- | --------------- | --------------- | ---------- | ---------- | --------------- | --------------- | --------------- | ------------------ | ------------------ | ------------------ | ----------- | ----------- | ----------- | ------ | ------ |
| 2017-2018       | TOP Oss         | 1D              | 18         | 2          | CO              | 0               | 0               |                    | -                  | -                  |             | -           | -           | 18     | 2      |
| 2018-2019       | TOP Oss         | 1D              | 30+2       | 3+0        | CO              | 1               | 0               |                    | -                  | -                  |             | -           | -           | 33     | 3      |
| 2019-2020       | Cambuur         | 1D              | 25         | 4          | CO              | 2               | 0               |                    | -                  | -                  |             | -           | -           | 27     | 4      |
| 2020-2021       | Cambuur         | 1D              | 22         | 8          | CO              | 1               | 1               |                    | -                  | -                  |             | -           | -           | 23     | 9      |
| 2021-2022       | Go Ahead Eagles | ED              | 11         | 0          | CO              | 0               | 0               |                    | -                  | -                  |             | -           | -           | 11     | 0      |
| Totale carriera | Totale carriera | Totale carriera | 112        | 17         |                 | 4               | 1               |                    | -                  | -                  |             | -           | -           | 116    | 18     |

### Cronologia presenze e reti in nazionale
| Cronologia completa delle presenze e delle reti in nazionale ― Indonesia | Cronologia completa delle presenze e delle reti in nazionale ― Indonesia | Cronologia completa delle presenze e delle reti in nazionale ― Indonesia | Cronologia completa delle presenze e delle reti in nazionale ― Indonesia | Cronologia completa delle presenze e delle reti in nazionale ― Indonesia | Cronologia completa delle presenze e delle reti in nazionale ― Indonesia | Cronologia completa delle presenze e delle reti in nazionale ― Indonesia | Cronologia completa delle presenze e delle reti in nazionale ― Indonesia |
| Data                                                                     | Città                                                                    | In casa                                                                  | Risultato                                                                | Ospiti                                                                   | Competizione                                                             | Reti                                                                     | Note                                                                     |
| ------------------------------------------------------------------------ | ------------------------------------------------------------------------ | ------------------------------------------------------------------------ | ------------------------------------------------------------------------ | ------------------------------------------------------------------------ | ------------------------------------------------------------------------ | ------------------------------------------------------------------------ | ------------------------------------------------------------------------ |
| 26-3-2024                                                                | Hanoi                                                                    | Vietnam                                                                  | 0 – 3                                                                    | Indonesia                                                                | Qual. Mondiali 2026                                                      | 1                                                                        | 90’                                                                      |
| 6-6-2024                                                                 | Giacarta                                                                 | Indonesia                                                                | 0 – 2                                                                    | Iraq                                                                     | Qual. Mondiali 2026                                                      | -                                                                        |                                                                          |
| 11-6-2024                                                                | Giacarta                                                                 | Indonesia                                                                | 0 – 0                                                                    | Filippine                                                                | Qual. Mondiali 2026                                                      | -                                                                        | 84’                                                                      |
| 25-3-2025                                                                | Giacarta                                                                 | Indonesia                                                                | 1 – 0                                                                    | Bahrein                                                                  | Qual. Mondiali 2026                                                      | -                                                                        | 74’                                                                      |
| Totale                                                                   |                                                                          | Presenze                                                                 | 4                                                                        |                                                                          | Reti                                                                     | 1                                                                        |                                                                          |

## Palmarès

### Club

#### Competizioni nazionali
- Eerste Divisie: 1

Cambuur: 2020-2021